# جان موریسون اولیور
جان موریسون اولیور (انگلیسی: John Morrison Oliver; ۶ سپتامبر ۱۸۲۸ – ۳۰ مارس ۱۸۷۲) فرد نظامی اهل ایالات متحده آمریکا بود.